# Cianocroïta
La cianocroïta és un mineral de la classe dels sulfats, que pertany al grup de la picromerita. Rep el seu nom del grec κυανός, blau, i χρώσις, coloració, en al·lusió al seu color.

## Característiques
La cianocroïta és un sulfat de fórmula química K₂Cu(SO₄)₂(H₂O)₆. Cristal·litza en el sistema monoclínic. La seva duresa a l'escala de Mohs oscil·la entre 2 i 2,5.
Segons la classificació de Nickel-Strunz, la cianocroïta pertany a «07.C - Sulfats (selenats, etc.) sense anions addicionals, amb H₂O, amb cations de mida mitjana i grans» juntament amb els següents minerals: krausita, tamarugita, kalinita, mendozita, lonecreekita, alum-(K), alum-(Na), tschermigita, lanmuchangita, voltaïta, zincovoltaïta, pertlikita, amoniomagnesiovoltaïta, kröhnkita, ferrinatrita, goldichita, löweïta, blödita, niquelblödita, changoïta, zincblödita, leonita, mereiterita, boussingaultita, mohrita, niquelboussingaultita, picromerita, polihalita, leightonita, amarillita, konyaïta i wattevil·lita.

## Formació i jaciments
Va ser descoberta al Vesuvi, a la província de Nàpols, a Campània, Itàlia, l'any 1855. Des de llavors només ha estat descrita en altres tres indrets arreu del planeta: a la mina Giant Mascot, a Hope (Colúmbia Britànica, Canadà), a Làurion (Grècia), i al volcà Tolbàtxik, al krai de Kamtxatka (Rússia).